# Nikki Lane

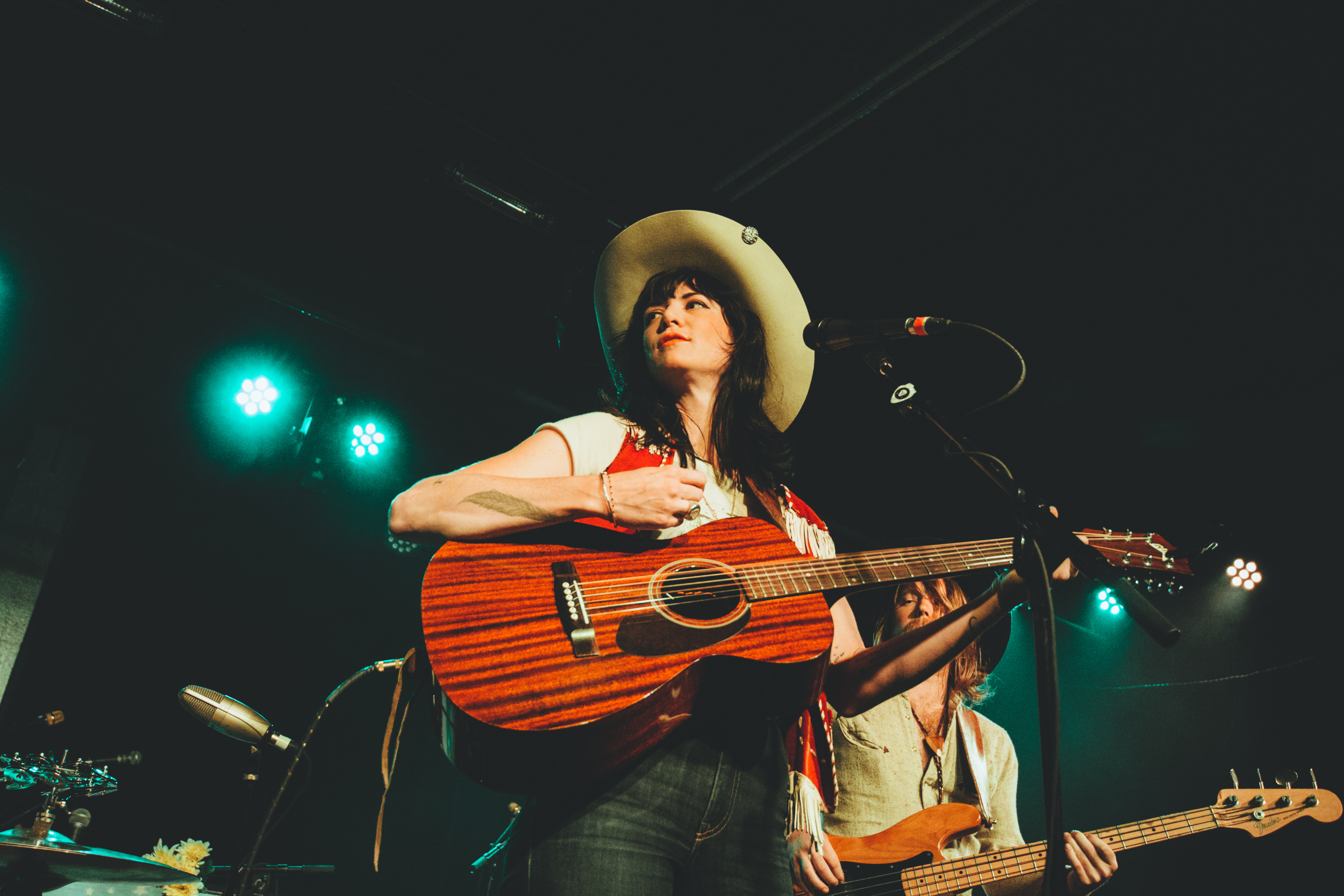
Nikki Lane (2014)

Nikki Lane (* 17. Oktober 1983 in Greenville, South Carolina als Nicole Lane Frady) ist eine US-amerikanische Singer-Songwriterin und Country-Sängerin. Anders als viele Genre-Newcomer, welche ihre Musik mehr oder weniger stark auf den Pop-Markt mit ausrichten, orientiert sie sich stark am Outlaw Country sowie Interpreten aus den 1960er- und 1970er-Jahren wie Waylon Jennings und Loretta Lynn.

## Biografie
Nicole Lane Frady wuchs in einem Arbeiterhaushalt auf. Ihr Vater arbeitete als Straßenarbeiter. Ihre Mutter beschrieb sie später als resolut und unstet, aber auch als unabhängig, den Vater als jemand, der nachts gern lang feierte, frühmorgens jedoch wieder auf der Arbeit seinen Mann stand. Die Eltern ließen sich früh scheiden. Ihre Kindheit – so Lane später in einem Interview – habe sie großteils bei ihrem Großvater verbracht, mit dem sie oft zusammen Flohmärkte besucht habe. Ansonsten habe sie im Kirchenchor gesungen – mit ihren Soloeinsätzen dabei allerdings keine so gute Figur gemacht.
In Greenville besuchte Lane Fady die Highschool, brach diese jedoch vorzeitig ab. Beruflich versuchte sie zunächst, sich als freie Fashion-Designerin zu etablieren. 2006 zog sie nach Los Angeles. Später erfolgte ein weiterer Wohnsitzwechsel nach New York. Zur Musik kam die spätere Countrysängerin und Singer-Songwriterin aufgrund einer unglücklich verlaufenen Liebesbeziehung zu einem Countrymusiker, der sie verließ, um in Alabama ein Album aufzunehmen. In ihren ersten selbstgeschriebenen Songs, die 2007/2008 entstanden, verarbeitete sie unter anderem die für sie schmerzhafte Trennung. Stilistisch – so Lane später – habe sie darüber hinaus die Entscheidung zu treffen gehabt zwischen Punk und Country. Da ihre Stimme eher Country-affin sei, habe sie sich für Country entschieden.
Zum neuen beruflich-künstlerischen Orientierungspunkt sowie Lebensmittelpunkt avancierte Nashville, Tennessee, die inoffizielle Hauptstadt der US-amerikanischen Country-Musik. Von New York aus schickte sie Demo-Tapes an unterschiedliche Musiker und fragte an, ob sie Lust hätten, mit ihr zusammen ein Album einzuspielen. Die Resonanz war positiv. 2011 erhielt sie einen Plattenvertrag bei dem Independent-Label IAmSound. Erste Veröffentlichung war die EP Gone, Gone, Gone. Im Herbst desselben Jahres erschien ihr erstes Studioalbum – Walk Of Shame. Produziert wurde das Album von Lewis Pesacov, Mitglied der Formation Fool’s Gold. Darüber hinaus war Pesacov auch als Songschreiber beteiligt – bei dem Stück Gone, Gone, Gone, einem der Aufmacher des Albums. Neben Eigenkompositionen enthielt das Album auch die Cover-Version eines Muddy-Waters-Stücks – I Can’t Be Satisfied.
Kommerziell war der Erstling kein Erfolg; allerdings bekam Nikki Lanes Mischung aus Roots Rock und Outlaw Country gute Kritiken. In der Folge konnte sie eine ausgedehnte US-Tournee absolvieren und zu einem neuen Label wechseln. Es folgten Auftritte auf größeren Branchenfestivals wie dem Newport Folk Festival, dem Mountain Jam Festival sowie dem Red Wing Roots Festival. Darüber hinaus absolvierte sie Special Guest-Auftritte auf der Tournee von Social Distortion sowie – an der Seite bekannter Acts wie Emmylou Harris, Wynonna Judd und Boz Scaggs – einen Gastauftritt anlässlich des 75. Geburtstags von Bob Dylan in der Nashviller Grand Ole Opry. Nikki Lanes zweites Album All Or Nothin’ folgte im Mai 2014 – veröffentlicht von ihrem neuen Label New West Records. Produzent war Dan Auerbach von der Formation Black Keys, den Lane zufällig auf einem Flohmarkt kennengelernt hatte. Auerbach bot Nikki Lane an, das Album kostenlos in seinem Easy Eye Sand Studio aufzunehmen. Mit auf der CD enthalten war auch ein Duett mit Auerbach – der Song Love’s On Fire.
Ungeachtet der eher mäßigen Charterfolge von All Or Nothin’ absolvierte Nikki Lane weitere Tourneen sowie sonstige Auftritte. Im Mai 2016 gastierte sie unter anderem auch in Belgien sowie den deutschen Großstädten Hamburg, Berlin, Köln, Stuttgart und München. 2015 nominierte sie die Americana Music Association als Kandidatin für die Auszeichnung „herausragendster Artist des Jahres“. Ende 2016 gab Nikki Lane das Erscheinen ihres dritten Studioalbums bekannt. Die Veröffentlichung mit dem Titel Highway Queen erschien im Februar 2017. Die Einspielungen der Songs – darunter der Titelsong sowie das bereits zuvor zum Live-Repertoire gehörende Stück 700,000 Rednecks – erfolgten teils im Echo Lab Studio in Denton, Texas, teils im Club Roar in Nashville.
Neben ihrer Musik unterhält Nikki Lane einen Modedesign-Shop in Nashville mit dem Namen High Class Hillbilly. Dort bietet sie unter anderem Einzelstücke im Vintage-Stil an, welche sie im Verlauf ihrer Tourneen zusammengetragen hat.

## Stil und Kritiken
Ihre Entscheidung für das Songwriting bezeichnete Nikki Lane als eine Art Selbsttherapie – eine Möglichkeit, die Dinge, die ihr wichtig sind, auszudrücken. Via Radio seien Country und Soul in ihrem Elternhaus stets präsent gewesen. Starke musikalische Einflüsse seien Jaylon Jennings, die 1960er-Jahre-Ikone Loretta Lynn sowie der – wie Jennings dem Outlaw Country zuzurechnende – Interpret Merle Haggard. Wanda Jackson sei ebenfalls für sie wichtig gewesen. Obwohl sie regelmäßig mit Jackson verglichen werde, sei diese für sie jedoch nicht der einzige musikalische Orientierungspunkt. Positiv bewertet sie die Musikszene in Nashville – vor allem deshalb, weil die Künstler dort sich gegenseitig bei ihren Projekten unterstützen. Lane: „In Nashville gibt es eine kleine Szene, aber eine intime – wir alle machen unsere eigene Sache.“ Teilweise kritisch äußerte sie sich in einem Interview 2015 über den Tourneestress sowie die Tatsache, dass dieser finanziell in keiner Relation zum Aufwand stehe. Was sie zu ihren Auftritten motiviere, seien letztlich die Konzertbesucher und Fans, welche sie nicht enttäuschen wolle.
Musikpresse und sonstige Medien bewerteten vor allem die Authentizität und die Originalität ihrer Musik positiv. Allmusic klassifiziert Nikki Lanes Musik als Neuerfindung des 1960er-Jahre-Countrys für ein modernes Publikum. Zwanglos verschmelze sie – so Allmusic zu Walk Of Shame – Retro-Rock und Old-School-Country zu einem stimmigen Gesamtbild. Der Rolling Stone merkte an, Nikki Lane habe gängige Stereotype gebrochen im traditionell männlich dominierten Outlaw Country. Die Webseite exclaim.ca hob auf dem Erstling Walk Of Shame vor allem das Stück Gone, Gone, Gone hervor – eine „Lo-Fi-Ode an die Unabhängigkeit“ und soundtechnisch angesiedelt zwischen Malibu und Nashville. Lanes Stimme sei eine Freude und läge irgendwo zwischen Dolly Parton und Best-Coast-Sängerin Bethany Cosentino. Das Online-Magazin American Songwriter charakterisierte Walk Of Shame zur Hälfte als Rock-’n’-Roll-Album, zur Hälfte als rau-ungeschliffenen Country-Sound und zog das Resümee: „Nicht schlecht für ein Mädchen, das im Chor der zehnten Klasse scheiterte.“
Positive Resonanz fanden auch ihre Konzerte in Deutschland. Matthias Strzoda, Musiker und Veteran der Hamburger Schule, hob in einem Beitrag bei Zeit Online die Ernsthaftigkeit hervor, die hinter der lockeren Konzertroutine stecke: „Feinstes Gezupfe und Emmylou-Harris-Wohlklang sind nicht das Thema – ihre Stimme steht im Mittelpunkt: ‚Ich bin Country-Sängerin, wie Sie vermutlich bemerkt haben‘, lässt sie ironisierend wissen. Nicht zu übersehen: Sie kennt große Städte und ihre Ausgehkultur, lebte in Los Angeles und New York, bevor sie nach Nashville zog. In Wirklichkeit aber ist sie eine dem Genre wahrhaft verhaftete Interpretin, die wichtige Liedzeilen derart laut und schneidend hervorhebt, wie es nur die große Tammy Wynette konnte – ein Naturereignis, das so manche PA-Anlage an ihre Grenzen führen dürfte.“ Die Stuttgarter Zeitung schrieb: „Bei aller Lässigkeit, die Lane zwischen den Songs ihres rund eineinhalbstündigen Konzerts, an den Tag legt, beweist die Musikerin während der Titel ein hohes Maß an Professionalität. Mit einer Stimmfarbe, die leichtfüßig vom Mädchenhaften zur Rockröhre wechselt und dank der musikalischen Unterstützung einer weiteren Sängerin und eines Gitarristen interpretiert Lane ihre Songs versiert, ohne Authentizität zu verlieren.“

## Diskografie
- 2011: Gone, Gone, Gone EP
- 2011: Walk Of Shame
- 2014: All Or Nothin’
- 2017: Highway Queen
- 2022: Denim & Diamonds